# Abou Omar al-Chichani
Tarkhan Tayumurazovich Batirachvili (en géorgien : თარხან ბათირაშვილი), connu sous le nom de guerre Abou Omar al-Chichani (en arabe : أبو عمر الشيشاني (Abū ʿOmar al-Shishānī)) ou Omar le Tchétchène, né le 11 février 1986, à Birkiani, en Géorgie, et mort le 10 juillet 2016, à Shirqat, en Irak, est un djihadiste géorgien tchétchène, commandant de l'État islamique en Syrie et, auparavant, sergent de l'armée géorgienne.
Ancien combattant de la deuxième guerre d'Ossétie du Sud en 2008, Batirachvili est devenu djihadiste après avoir été démis de ses fonctions par l'armée géorgienne et a occupé divers postes de commandement au sein de groupes militants islamistes engagés dans la guerre civile syrienne. En 2012-2013, Tarkhan est le chef du groupe rebelle Katiba al-Mouhajirine (« Le Bataillon des Émigrants ») et son successeur, Jaych al-Mouhajirine wal-Ansar (« Armée des émigrants et des partisans »). En 2013, Batirachvili rejoint l'État islamique et devient rapidement un haut commandant de l'organisation, dirigeant une série de batailles, et obtenant finalement un siège au conseil de la choura de l'EIIL.
Le 24 septembre 2014, le département du Trésor des États-Unis a ajouté Batirachvili à sa liste des terroristes mondiaux expressément désignés, et sept mois plus tard, le gouvernement américain a annoncé une récompense pouvant aller jusqu'à 5 millions de dollars américains pour des informations permettant sa capture. Il y a plusieurs rapports affirmant qu'il a été tué tout au long de 2015 et 2016. L'EIIL confirme qu'il a été tué en juillet 2016 à la suite d'une frappe aérienne américaine.

## Biographie

### Origines et jeunesse
Tarkhan Tayumurazovich Batirachvili naît le 11 février 1986 dans la RSS de Géorgie, en Union soviétique (actuelle Géorgie). Son père, Temour Batirachvili (également orthographié Teimuraz Batirashvili), est un fermier tchétchène d'ethnie Bats, qui sont des chrétiens orthodoxes. Sa mère est une Kistine musulmane - un sous-groupe d'ethnie tchétchène de la vallée de Pankissi (en Géorgie) - du clan Mastoy.
Tarkhan Batirachvili naît dans le village chrétien de Birkiani, l'un des six villages des gorges de Pankissi, peuplé largement de Kistines, situé dans une région pauvre du nord-est de la Géorgie. Pendant son enfance, son père est rarement présent, travaillant longtemps en Russie et les enfants sont principalement élevés par leur mère. Dans sa jeunesse, Tarkhan travaille comme berger dans les collines au-dessus des gorges de Pankissi. Plus tard dans les années 1990, les gorges de Pankisi constituent un important point de transit pour les rebelles participant à la seconde guerre de Tchétchénie. Tarkhan aurait été en contact dans cette zone avec les rebelles tchétchènes qui s'étaient déplacés en Russie. Selon son père, il aurait jeune secrètement aidé des militants tchétchènes en Russie et les avait parfois rejoints dans le cadre de missions contre les troupes russes.

### Service dans les forces armées géorgiennes
En 2006, après avoir terminé ses études secondaires, Tarkhan s'engage dans l’armée géorgienne et s’est distingué en tant que maître de diverses armes et plans, selon son ancien commandant Malkhaz Topuria, qui l’a recruté dans un groupe spécial de reconnaissance. Son unité a reçu une formation au centre national d'entraînement de Krtsanisi, qui comprenait de l'entraînement avec les forces spéciales américaines. Tarkhan aurait été une « étoile montante ». Il atteint le rang de sergent dans une unité de renseignement nouvellement formée et, pendant la deuxième guerre d'Ossétie du Sud en 2008, il sert près de la ligne de front de la bataille de Tskhinvali, espionnant les colonnes de chars russes et relayant leurs coordonnées aux unités d'artillerie géorgiennes. Selon le Business Insider, l'unité de Tarkhan a infligé de graves dommages aux Russes et parmi les actes auxquels ils ont participé, il y a eu l'attaque d'une colonne de la 58ème armée russe au cours de laquelle son commandant, le général Anatoly Khroulov, a été blessé.
Tarkhan n'a jamais été décoré pour son service militaire. Il devait être promu officier, mais en 2010, il est diagnostiqué comme atteint de tuberculose,. Après avoir passé plusieurs mois dans un hôpital militaire, il est réformé pour raisons médicales. Il essaye de se ré-enrôler, sans succès. À son retour chez lui, il postule à un emploi dans la police locale et est rejeté. À peu près à la même époque, sa mère est également décédée d'un cancer. Selon son père, il est devenu « très désillusionné ».

### Activité militante islamiste
Selon le ministère géorgien de la Défense, Tarkhan aurait été arrêté en septembre 2010 pour détention illégale d'armes et a été condamné à trois ans de prison. Néanmoins, selon un agent des services géorgiens de sécurité, il est condamné pour vente d'armes aux rebelles tchétchènes.
Début 2012, il aurait été libéré après avoir purgé environ 16 mois pour raison de santé et au bénéfice d'une amnistie générale et aurait immédiatement quitté le pays. Selon une interview sur un site internet djihadiste, Tarkhan a déclaré que la prison l'avait transformé ; « Alors que j'étais prisonnier en Géorgie, j'ai fait le serment devant Dieu que, au cas où je sortirais vivant de détention, je ferais le djihad », a-t-il déclaré. 
Son père, Temour Batirachvili raconte à propos de cette période d'emprisonnement : « Ces années en prison l'ont changé. Il s'est converti à l'islam. Avant, il n'était pas religieux », puis « un jour il m'a dit : Papa, ce pays [Géorgie] n'a pas besoin de moi ».
Tarkhan aurait dit à son père qu'il partait pour Istanbul, où des membres de la diaspora tchétchène, pour la plupart issus du groupe djihadiste de l'Émirat du Caucase, étaient prêts à le recruter pour diriger des combattants à l'intérieur de la Syrie ravagée par la guerre ; un de ses frères plus âgé était déjà parti en Syrie quelques mois auparavant,,,. 
Dans une interview réalisée fin novembre 2013 pour Sanâ al-Châm, un nouvel hebdomadaire de l'EIIL, Tarkhan a déclaré qu'il avait envisagé en premier lieu de se rendre en Syrie, « j’étais résolu à y partir, lorsque j’ai constaté que les slogans – la liberté, la démocratie… – criés par les gens lors des manifestations n’étaient pas islamiques. Ils n’avaient rien à voir avec la religion de Dieu. Ces gens réclamaient la liberté pour parvenir à la démocratie », puis avoir pensé au Yémen, et avoir résidé en Égypte dans l’attente d’une occasion. Finalement, il arrive en Syrie en mars 2012.
Lors de l'été 2012, en Syrie, et désormais connu sous le nom d'Abou Omar al-Chichani, Tarkhan fonde avec d'autres djihadistes étrangers la brigade al-Mouhajirine, dont il prend le commandement,. Son unité a pris part à la bataille d'Alep et, en octobre 2012, elle a aidé le Front al-Nosra à participer à un raid sur une base de défense aérienne et de missiles Scud à Alep. 
En décembre 2012, ils se sont battus aux côtés du Front al-Nosra lors de l'envahissement de la base militaire Sheikh Suleiman à Alep-Ouest. En février 2013, avec les brigades Tawhid et le Front al-Nosra, ils ont pris d'assaut la base du 80e régiment de l'armée syrienne, près du principal aéroport d'Alep.
En mars 2013, la brigade al-Mouhajirine fusionne avec trois autres groupes pour former un nouveau mouvement, Jaych al-Mouhajirine wal-Ansar, placé également sous le commandement d'Abou Omar al-Chichani,.
En août 2013, al-Chichani joue un rôle important dans l'assaut décisif qui permet aux rebelles de s'emparer de la base aérienne de Menagh à Alep. Une branche de la brigade al-Mouhajirine est impliquée dans l'offensive de Lattaquié en 2013. 
En 2013, il fait allégeance à Abou Bakr al-Baghdadi dont il devient un proche conseiller et rejoint l'État islamique en Irak et au Levant,,. Il garde d'abord cette allégeance secrète, avant de l'annoncer en septembre 2013. Il quitte alors le groupe Jaych al-Mouhajirine wal-Ansar, suivi par la majorité de ses combattants. 
En mai 2013, Abou Omar al-Chichani est nommé « émir » (commandant) pour le front nord de la Syrie, intègre le majlis al-choura (comité central et organe dirigeant de l'organisation djihadiste). En janvier 2014, lorsque la guerre éclate entre les rebelles et État islamique, Abou Omar al-Chichani prend al-Bab et Jerablus à l'Armée syrienne libre,. En juin 2014, il succède à Abou Abdel Rahman al-Bilaoui, tué à la bataille de Mossoul, et est nommé « émir » de toute l'armée de l'État islamique. Son rang exact dans la hiérarchie de l'EI n'est cependant pas connu avec exactitude, il est parfois désigné comme le « général de l’armée noire » ou le « ministre de la guerre du califat ». Sa tête est mise à prix par les États-Unis pour cinq millions de dollars.

### Mort
Le 4 mars 2016, il est visé par une frappe aérienne américaine près de Al-Chaddadeh, en Syrie,. Selon l'OSDH, Abou Omar al-Chichani est grièvement blessé mais il survit à l'attaque. Toutefois, le 13 mars, l'OSDH annonce qu'il est en état de mort clinique. Le 14, le département de la Défense des États-Unis annonce qu'il estime que Omar le Tchétchène est mort des suites de ses blessures. Cependant le 15 mars, l'agence Amaq, liée à l'État islamique, dément et affirme qu'Abou Omar al-Chichani n'est ni mort, ni blessé.
Le 13 juillet 2016, l'agence Amaq annonce la mort d'Abou Omar al-Chichani et affirme qu'il a été tué dans une bataille dans la ville de Charqat, à l'extrême nord de la province de Salah ad-Din en Irak. Les États-Unis admettent que leur affirmation précédente selon laquelle ils avaient tué Abou Omar al-Chichani était inexacte et qu'ils l'avaient encore pris pour cible le 10 juillet 2016. Les États-Unis essayent toujours de vérifier si Abou Omar al-Chichani avait vraiment été tué cette fois. Le président américain Barack Obama confirme la mort d'Abou Omar al-Chichani lors d'une conférence de presse tenue un mois plus tard. La mort d'al-Chichani est également confirmée par sa famille.

## Perception
Les jugements sur Abou Omar al-Chichani sont contrastés, des observateurs et des médias occidentaux l'ont présenté comme un génie militaire mais des djihadistes, dont d'anciens compagnons d'armes, l'ont au contraire raillé pour son incompétence en tactique militaire et sa méconnaissance de l'islam et de la langue arabe. Selon Michael Weiss et Hassan Hassan : « Pendant plus d'un an, le génie d'Al-Chichani comme stratège militaire a été présenté et considéré comme une vérité établie par les observateurs du conflit syrien après que l'Armée des émigrants et des partisans a joué un rôle décisif dans la destruction de la base aérienne de Menagh à Alep. [...] Plus tard, ce portrait héroïque a fait l'objet d'une révision critique de la part d'anciens compagnons d'Al-Chichani qui ont combattu à ses côtés, pour qui sa légende relève de la broderie de tabloïd. [...] Même si cela peut être attribué à de la rancœur ou à des brouilles internes, il faut reconnaître que la réputation d'Al-Chichani a été mieux servie par le Daily Mail que par des salafistes djihadistes avertis ».
En revanche, selon Romain Caillet et Pierre Puchot : « Davantage porté sur l'action que sur les querelles idéologiques, Shishani devient très vite une légende vivante. Les qualités de stratège militaire qu'il montre lors de la prise de l'aéroport de Menagh contre le régime syrien en août 2013 et durant la première bataille d'Al-Bab au début 2014 face aux rebelles modérés lui permettent d'accéder à de hautes responsabilités au sein de l'état-major de l'État islamique. À ce jour, il est le seul membre non-Irakien à avoir été présenté comme le « ministre de la Guerre » de l'EI ».